# Wilhelm Volkhart
Georg Wilhelm Volkhart (* 23. Juni 1815 in Herdecke; † 14. März 1876 in Düsseldorf) war ein deutscher Maler der Düsseldorfer Schule.

## Leben und Werk

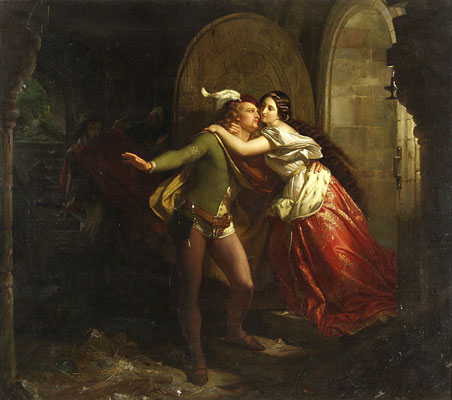
Wilhelm Volkhart: Lenardo und Blandine (nach Gottfried August Bürger)

Volkhart machte von 1831 bis 1840 seine Studien auf der Königlich-Preußischen Kunstakademie in Düsseldorf bei Theodor Hildebrandt und gehörte dann noch bis 1846 der Meisterklasse von Wilhelm von Schadow an. Seinem 1834 geschaffenes Erstlingswerk Christus als guter Hirt, ließ er, der damaligen romantischen Strömung entsprechend, mehrere Bilder aus dem romantischen Sagenkreis und dem historischen Genre folgen, dann wieder mehrere aus dem Leben Maria Stuarts.
1846 und 1847 hielt er sich in Rom auf und wurde dort zu einer phantasievollen Darstellung des Todes von Belsazar angeregt, dem 1848 Mattathias, den heidnischen Altar zu „Modeïn“ (genaue Lage des antiken Ortes der biblischen Stätte bei Modi’in ist nicht bekannt) umstürzend, folgte.
Nach seiner Rückkehr nach Düsseldorf malte er den Besuch Karls IX. und der Katharina von Medici bei dem verwundeten Coligny, 1850 das Frühstück des Herzogs Alba bei der Gräfin von Rudolstadt und danach eine Szene der Weinsberger Bluttat, nämlich die Bitte der Gräfin von Helfenstein um das Leben ihres Gemahls. Auch bekannt ist, dass er ein Bild mit dem damals populären Motiv Wallenstein und Seni schuf (siehe Wallensteins Tod). Später widmete er sich besonders der Porträtmalerei.
Wilhelm Volkhart war Mitglied im Künstlerverein Malkasten und im Hamburger Künstlerverein von 1832 und seit Ende der 1850er Jahre Eigentümer eines Hauses in der Logenstraße Nr. 30, später umbenannt in Victoriastraße. Die Victoriastraße war eine ehemalige Verbindungsstraße zwischen der Schadowstraße zur Goltsteinstraße. Er starb 1876 im Alter von 60 Jahren in Düsseldorf.
Verheiratet war Volkhart mit einer der sechs Töchtern von Maximilian Friedrich Weyhe, dessen Porträt er 1842 gefertigt hatte. Sein 1848 geborener Sohn Max war ebenfalls Maler. Die Bildhauerin und Wachsbossiererin Claire Volkhart war seine Enkelin. Der Sohn Wilhelm (* 1849) besuchte von 1867 bis 1870 die Bauklasse von Ernst Giese und wurde Architekt.

## Illustrationen (Auswahl)
- In: Deutsche Dichtungen mit Randzeichnungen deutscher Künstler. – Düsseldorf : Buddeus, (Bände 1–2) 1843. Digitalisierte Ausgabe der Universitäts- und Landesbibliothek Düsseldorf